# Kimberlé Williams Crenshaw
Kimberlé Williams Crenshaw (Canton, 1959) és una acadèmica nord-americana especialitzada en el camp de la teoria crítica de la raça, i professora de dret a la Universitat de Califòrnia i a la Universitat de Colúmbia, on es dedica a la recerca sobre temàtiques de raça i gènere. És especialment coneguda per encunyar el 1989 el concepte d'«interseccionalitat».

## Primers anys
Nascuda a Canton (Ohio) el 1959. Es va llicenciar a la Universitat Cornell el 1981, es va doctorar en dret a la Harvard Law School el 1984, i va obtenir un màster en dret a la Universitat de Wisconsin el 1985. A Cornell va pertànyer a la germandat Quill and Dagger.

## Carrera
Des de 1986, és professora de la Facultat de Dret a la Universitat de Califòrnia a Los Angeles on ensenya Drets Humans i Dret constitucional. Va ser la fundadora del moviment intel·lectual anomenat Teoria Crítica de la Raça. El 1991 i 1994, va ser triada Professora de l'Any. A la Facultat de Dret de la Universitat de Wisconsin va obtenir el seu Legum Magister. Més tard, va realitzar pràctiques amb la jutgessa Shirley Abrahamson del Tribunal Suprem de Wisconsin.
El seu treball sobre raça i gènere va influir en la redacció de la clàusula d'igualtat de la Constitució sud-africana. El 2001, va redactar el document preparatori sobre Discriminació de Raça i Gènere per a la Primera Conferència Mundial contra el Racisme i va ajudar a facilitar la inclusió de gènere en la Declaració de Durban. Crenshaw ha estat membre del comitè investigador Violència contra les Dones de la National Science Foundation, i assistí l'equip legal que representà a Anita Hill contra el jutge Claren Thomas. És també membre fundadora de la Iniciativa de Mitjans de comunicació de les Dones i comentarista assídua al programa de Tavis Smiley de la ràdio NPR. Crenshaw és coneguda pel seu treball a finals dels vuitanta i principis dels noranta, especialment rellevant a l'hora de desenvolupar la idea d'interseccionalitat.

### Interseccionalitat
Kimberle Crenshaw va introduir la teoria de la interseccionalitat a la teoria feminista als anys 1980. Encara que el concepte en si no era nou, no va ser formalment reconegut fins a la formulació teòrica de Crenshaw. La seva inspiració va començar mentre era estudiant universitària i es va adonar que la condició del gènere amb relació a la raça estava molt poc desenvolupada. Les classes que impartien temàtica sobre dones eren exclusivament de literatura i poesia, mentre els homes estaven presents en classes «serioses» de política i economia. Nogensmenys, el seu enfocament sobre la interseccionalitat es basa en com el Dret respon a la discriminació de gènere i raça, atès que el Dret antidiscriminatori tracta el gènere i la raça per separat, les dones afroamericanes i altres dones racialitzades pateixen formes de discriminació combinades i, si el Dret no és capaç de combinar ambdós aspectes, deixa aquestes dones sense justícia.